# Cementerio de San Rafael (Málaga)
El Cementerio de San Rafael fue un antiguo cementerio de la ciudad española de Málaga, clausurado en 1987, cuyos terrenos actualmente se están habilitando para el nuevo Parque de San Rafael. Está situado en el distrito Cruz de Humilladero, en el oeste de la ciudad, siendo transformado en un parque funerario en memoria de los funestos hechos acaecidos en él durante la guerra civil española. Es Lugar de la Memoria Histórica. 

## Historia
Previamente a la construcción del cementerio, aquí se hallaba un campo agrícola conocido como Haza del Garabato o Corral de Vacas. El proyecto se encargó al arquitecto Cirilo Salinas en 1864 y los terrenos fueron adquiridos por el ayuntamiento el 24 de diciembre de 1866. Conocido popularmente como El Batatal por la plantación de batatas, aquí recibían sepultura los malagueños que no tenían una posición económica tan elevada como los que acababan en el Cementerio de San Miguel, aunque inicialmente se construyó por la falta de espacio de este. 
El cementerio se construyó durante los años 1866 y 1867, abriendo definitivamente el 1 de octubre de 1867. Se construyó en 1868 el denominado Camino de San Rafael para facilitar el acceso al cementerio a familias y trabajadores, que pasaba por los prados de doña Justa.

## Fosas comunes de la Guerra Civil
Tras el inicio de la guerra civil Málaga quedó bajo el control de la República. Víctimas de venganzas personales, religiosos, católicos practicantes o partidarios del bando sublevado fueron asesinados tanto en cementerio de San Rafael, como las calles Camino Nuevo, el callejón de la Pellejera (calle Arango) o el Camino de Suárez. Entre estas víctimas en la zona republicana se encontraban religiosos y seglares que fueron enterrados en fosas comunes, algunos de ellos beatificados posteriormente, como el caso de los agustinos beatificados en 2007 por el papa Benedicto XVI. Cincuenta y tres cadáveres de las fosas comunes fueron exhumadas en 1937, entre ellos el del escritor José María Hinojosa.
Tras la victoria del bando sublevado en la batalla de Málaga (1937), un número indeterminado de malagueños fueron fusilados ante la tapia del cementerio, y posteriormente enterrados en fosas comunes. El 8 de agosto de 1944 fueron fusilados en la tapia los 5 combatientes malagueños clandestinos de la llamada “Operación Banana” (dar facilidades a una hipotética penetración aliada por España durante la Segunda Guerra Mundial, plan que finalmente se desechó). Fueron Antonio González Torres, José Cerezo Fernández, Salvador Soler López, Adolfo Pacheco Mateos y Enrique Tirado Cobos (condenados a la pena máxima en consejo de guerra sumarísimo celebrado poco antes). Los cuerpos fueron entregados a sus familias y no se enterraron en la fosa común. Posteriormente, cuando el cementerio se desmanteló, fueron trasladados los restos al nuevo cementerio de San Gabriel, a cargo del Ayuntamiento de Málaga. 
En 2006 comenzaron los trabajos para la exhumación e identificación de los cadáveres, coordinados por el arqueólogo y profesor de la Universidad de Málaga Sebastián Fernández, que contaron con voluntarios, en su mayoría estudiantes de historia y arqueología. Los trabajos se realizaron en virtud de un convenio entre la Asociación para la Recuperación de la Memoria Histórica y la Universidad de Málaga con financiación de la Junta de Andalucía y el Ayuntamiento de Málaga. Se detectaron dieciocho fosas, aunque los trabajos se centraron en diez, ubicadas en la parcela de San Francisco y en el Patio Civil. En el Cementerio de San Rafael se habría hallado el mayor conjunto de fosas comunes de la guerra civil. Para agosto de 2008 se habían desenterrado e identificado 2.200 fusilados datados de 1937 a 1939 y se estima que dichas fosas contengan los restos de 4.500 personas. Se trató de una actuación única en cuanto al número de restos óseos exhumados y estudiados por técnicos cualificados. Además, en 2014 se inauguró un panteón en memoria y homenaje a los fusilados, donde están depositados los restos en cajas individuales, que consiste en una gran pirámide de mármol en la que se han grabado los nombres de más de 4.100 personas que fueron fusiladas.
La tapia donde se produjeron los fusilamientos ha sido conservada como recuerdo de las víctimas de la guerra civil.

## Parque de San Rafael
Actualmente, se está llevando a cabo una remodelación de sus terrenos para convertirlo en un parque de uso público, ya que se encontraba en avanzado estado de abandono. La primera fase de las obras (2014) incluyó demoliciones, movimientos de tierras, cerramiento exterior con valla metálica, redes de saneamiento, alumbrado y abastecimiento de agua.
El 5 de octubre de 2015 se abrió al público un gran espacio infantil de columpios y juegos que estaba previsto, con más de mil metros cuadrados para el disfrute de los niños y un área para perros, dicha zona para perros fue cerrada en verano de 2016, tras una gran polémica con el ayuntamiento por haberla situado allí, ya que se encontraba encima de unas fosas de fusilados del franquismo y será retirada al completo.
La segunda fase aún está en proceso, cuyas actuaciones son pistas de skate y patines, la construcción de un gran lago central, nuevo arbolado, etc. La tercera fase de la remodelación está prevista para 2018, con la creación de un Jardín de la Memoria que recorrerá las ocho fosas a través de nuevos caminos. Finalmente, la cuarta y última fase, prevé la construcción de un centro de interpretación de la Memoria Histórica en la zona este junto a las fosas para que los ciudadanos conozcan los sucesos que aquí acontecieron, mientras que en la parte norte se edificarán gradas, equipamiento deportivo, una pradera y mobiliario urbano.